# Bascov
Bascov é uma comuna romena localizada no distrito de Argeş, na região de Muntênia. A comuna possui uma área de 56.00 km² e sua população era de 9246 habitantes segundo o censo de 2007.